# バナナパナマ病
バナナパナマ病（バナナパナマびょう、英: Panama diseaseまたは英: wilt）とは、土壌伝染性の植物病原糸状菌であるパナマ病菌（Fusarium oxysporum f.sp. cubense）を病原菌とするバナナにみられる土壌病害。一般には単にパナマ病ともいう。

## 概要
フザリウム属の病原菌であるF. oxysporumの寄生によってバナナに生じる病気である。F. oxysporumやF. solaniの寄生によって生じる病害を総称して「フザリウム病」といい、それぞれの作物に現れる症状に応じて病名が付けられている。例えば、ウリ科野菜やサツマイモに生じるつる割病、アブラナ科野菜やイチゴに生じる萎黄病、トマトやジャガイモに生じる萎ちょう病、ナスに生じる半枯病などである。
他のフザリウム病と同じく罹病株には葉の黄化や萎凋（いちょう）等が現れ、可食部自体には病徴はみられないが、最終的には枯死に至る。

## 歴史

### パナマ病の発見
1890年から1960年頃にかけてパナマなど中米カリブ海地域で大きな被害が引き起こされたことから名付けられた。バナナにみられるフザリウム病はオーストラリアのプランテーションで発見されたが、1900年代には世界各地で同様の病害が報告されていた。
1950年代には中南米を中心に主要品種となっていたグロスミシェルに大きな被害を及ぼし、抵抗性品種であるキャベンディッシュへの転換が進められた。
なお、日本では2016年に沖縄県の島バナナで初の公式な報告があった（後述のTR4でないことも確認された）。

### 新パナマ病の問題
1980年代になるとキャベンディッシュにも大きな被害をもたらすTR4（新パナマ病）が出現し、世界のバナナ生産への影響が懸念されている。